# Rehhügel
Der Rehhügel ist mit 478 m ü. NHN einer der höchsten Berge im Steigerwald. Er liegt in den Gemarkungen Altenschönbach, Kirchschönbach und Rüdern in Prichsenstadt, einer Stadt im östlichen Teil des Landkreises Kitzingen im bayerischen Regierungsbezirk Unterfranken.

## Geografische Lage
Der Berg liegt an der Westflanke des Mittelgebirges Steigerwald, das mit wenigen Ausnahmen deckungsgleich mit dem Naturpark Steigerwald ist. Der Rehhügel ist etwas höher als die benachbarten Höhenzüge und von ihnen weitgehend getrennt; außerdem ragt er weit in die vorgelagerte flachere Landschaft hinein, die rund 150 Höhenmeter tiefer liegt. Dadurch wirkt der Berg vor allem von der Westseite sehr markant und ist bereits von Weitem zu sehen. Teile des Berges werden vom sogenannten Ilmbacher Wald eingenommen, der an das ehemalige Kartäuserkloster Ilmbach erinnert. Im südöstlichen Teil des Berges entspringt der Saugraben, ein Oberlauf des Beibachs. Nordöstlich des Rehhügels liegt der Katzenberg, der eine Höhe von 475 m ü. NHN erreicht, während sich südöstlich der Sandberg (472 m ü. NHN) befindet. Auch der Schönbach hat sein Quellgebiet am Rehhügel. Östlich des Berges entspringt die Reiche Ebrach. Am Fuße des Berges liegen die Prichsenstadter Stadtteile Altenschönbach, Ilmbach und Kirchschönbach.

## Sehenswürdigkeiten
An einem Bergsporn, der nach Westen vorspringt und auf drei Seiten steil abfällt, befindet sich der Burgstall Altenschönbach. Von der ehemaligen Burganlage ist nur der Turmhügel erhalten. Jedes Jahr findet der sogenannte Schloßberglauf statt, der vom SV Altenschönbach organisiert wird.

## Naturschutz
Der Berg liegt innerhalb des Naturparks Steigerwald. Am westlichen Rücken des Berges befindet sich der Naturwald Ebener Trieb mit einer Größe von 1,11 Hektar. Am südlichen Bergrücken befinden sich die Naturwälder Höllgrund und Ilmbacher Wald mit einer Größe von 3,53 bzw. 13,11 Hektar. Der Ebener Trieb hat die Nummer 4540, der Naturwald Höllgrund trägt die Nummer 4530 und der Ilmbacher Wald ist mit der Nummer 4520 ausgewiesen. Alle drei Naturwälder liegen innerhalb eines etwa 150 Hektar großen Staatswaldkomplexes, der sich größtenteils entlang des Rehhügels erstreckt. Sie genießen denselben Schutzstatus wie ein Naturwaldreservat.

## Weitere Berge im Steigerwald
siehe Liste von Bergen und Erhebungen im Steigerwald